# Llama, Gabilondo y Cía. S.A.
Llama, Gabilondo y Cía. S.A. fue una empresa dedicada a la fabricación de armas cortas, principalmente pistolas y revólveres, que estuvo ubicada en la localidad alavesa de Vitoria, en el País Vasco, España. Se fundó en el año 1904 en Éibar (Guipúzcoa) con el nombre "Gabilondo y Urresti", dedicándose a la fabricación de revólveres tipo Velo-Dog. Después de la Primera Guerra Mundial se trasladó a la vecina localidad de Elgoibar, y ya en la segunda mitad del siglo XX a la capital alavesa, Vitoria. En enero del año 2000 cerró definitivamente sus puertas dando paso a "Fabrinor arma corta y microfusión, S.A.L.", que resistió hasta el año 2006. Destacó por sus revólveres y por la pistola denominada «Ruby».

## Historia
La actividad industrial basada en la transformación y manufactura del hierro ha sido una de las características de la localidad de Éibar y de su área de influencia, especialmente la fabricación de armas. Entre finales del siglo XIX y principios del siglo XX los talleres y fábricas de armas de todo tipo tuvieron un amplio desarrollo, surgiendo infinidad de pequeños talleres que fabricaban todo tipo de armamento. Esta actividad dio a Éibar el sobrenombre de "Villa Armera".
En ese contexto de actividad industrial se fundó en 1904 por José Gabilondo la empresa "Gabilondo y Urresti", que aparece en la Matrícula Industrial de Éibar en 1907 con cuatro trabajadores, que aumentarían a ocho en el periodo 1908-1914. "Gabilondo y Urresti" no figura entre las empresas eibarresas que en 1912 se enfrentan a la "Fabrique Nationale".
La producción de "Gabilondo y Urresti" se centra en la fabricación de revólveres "Nagant" y, bajo su propia marca, copia revólveres tipo "Colt" y "Velo-Dog". En 1913 comienza la fabricación de pistolas del "tipo Éibar" con la marca "Radium", con una patente de Guillermo Echeverría y Valentín Vallejo que tenía la característica de no tener cargador (se cargaba introduciendo los cartuchos deslizando una cacha de la culata) era una pistola "Browning" de calibre 6,35 mm.
En 1914 entran los hijos de José Gabilondo, Lorenzo, Estanislao, Eustaquia y Manuel a llevar la empresa junto a su padre y se cambia la denominación de la misma a "Gabilondos y Urresti". La empresa se va desarrollando rápidamente gracias a la combinación de personal cualificado y medios técnicos modernos.
En 1914 patenta la pistola Ruby, que es una modificación del modelo "Victoria" de Esperanza y Unceta, con una empuñadura más larga que permite alojar un cargador de nueve cartuchos de calibre 7,65 mm.
La Primera Guerra Mundial favoreció el mercado armero. En 1915 el Gobierno francés encargó a Gabilondo y Urresti un pedido de 10 000 pistolas mensuales tipo «Ruby» de calibre 7,65 mm o 32 ACP con tres cargadores, pistola que ellos habían desarrollado. Posteriormente se triplicó la cantidad de pistolas que se debían entregar al mes. Junto a Francia, también relazaron pedidos los Gobiernos de Italia, Rumanía y Grecia.
La pistola «Ruby» alcanzó tal notoriedad que pasó a ser un tipo de arma, y se vendieron muchas que no eran de tipo Ruby. Muchas empresas armeras comercializaron pistolas similares: por ejemplo, "Esperanza y Unceta" comercializó el modelo "Astra"; S.A. Alkartasuna los modelos "Alkar" y "Panama"; Garate, Anitua y Cía. el modelo "Express"; STAR, Bonifacio Echeverría S.A. el modelo "Izarra".
Se sirvieron más de 900.000 pistolas de este tipo, y para cubrir la producción "Gabilondos y Urresti" tuvo que acudir a la subcontratación. Al menos participaron de esta producción las empresas eibarresas Armería Elgoibaresa y Cía., bajo la marca Lusitania; Echealasa y Vincinai y Cia., Hijos de Ángel Echeverría y Cia. e Iraola y Cia. Salaverria.

### Traslado a Elgóibar
Después del fin del periodo bélico la empresa se traslada a la vecina localidad de Elgóibar y cambia su nombre por el de "Gabilondo y Compañía". Diversifica sus modelos de pistola y enfoca su producción hacia el sector de las armas de defensa.
En 1919 presenta la pistola "Búfalo", una pistola tipo "Browning" inspirada en el modelo de FN de 1910; tiene el martillo percutor oculto y el sistema de seguridad ha sido desarrollado por Gabilondo. Esta arma se realizó en el calibre 7,65 mm, .32ACP, 9 mm corto y .380 ACP, con cargadores de 7, 9 y 12 cartuchos.
En 1925 se presenta el modelo "Danton" que sustituye al "Búfalo", de características similares pero construido en calibre 6.35 mm y .25 ACP. Este modelo estaba destinado al mercado militar pero tuvo una buena acogida en el mercado civil. El modelo "Dalton" se dejó de fabricar en 1933.
En 1928 lanza la pistola «Ruby plus ultra», que era una versión mejorada del modelo Ruby. Tenían un cargador de 20 cartuchos y un cañón de 140 mm de longitud. Había modelos de capacidad de tiro selectivo. Fueron muy populares en Asia, con muchas ventas en China y Japón, donde fueron vendidas en las tiendas militares, aunque no adquiridas oficialmente por el ejército nipón. Fue usada por las Brigadas Internacionales en la guerra civil española.
En 1931 comienza la fabricación del modelo "Llama", un desarrollo realizado a partir de la Colt Modelo 1911, que adquiere un relevante prestigio por su calidad. Ya antes habían realizado desarrollos sobre esta arma; hubo un modelo de calibre .45 ACP que se comercializó con la marca «Ruby» y también con la marca «Iñaki», como figura en el catálogo de Ignacio Ugartechea. En 1932 registra la marca "Llama", dejando el término «Ruby» para modelos de revólver, y bajo la marca «Llama» saca pistolas de calibres .38 súper, 9 mm largo y 7,63 mm Mauser.
A partir del año 1950 comienza la fabricación de revólveres con diferentes modelos de los mismos, con un notorio éxito comercial internacional, en especial en Sudamérica.
El prestigio de la pistola LLAMA hace variar la denominación de la empresa que pasa a llamarse "LLAMA, Gabilondo y Compañía". Saca al mercado las primeras pistolas españolas de calibre 9 mm Parabellum (después lo haría "ASTRA Unceta y Cía." con sus pistolas Astra 600 y la Astra 800 Cóndor, y posteriormente la casa STAR Bonifacio Echeverría, S. A. con sus modelos B y Súper B).

### Traslado a Vitoria y cierre

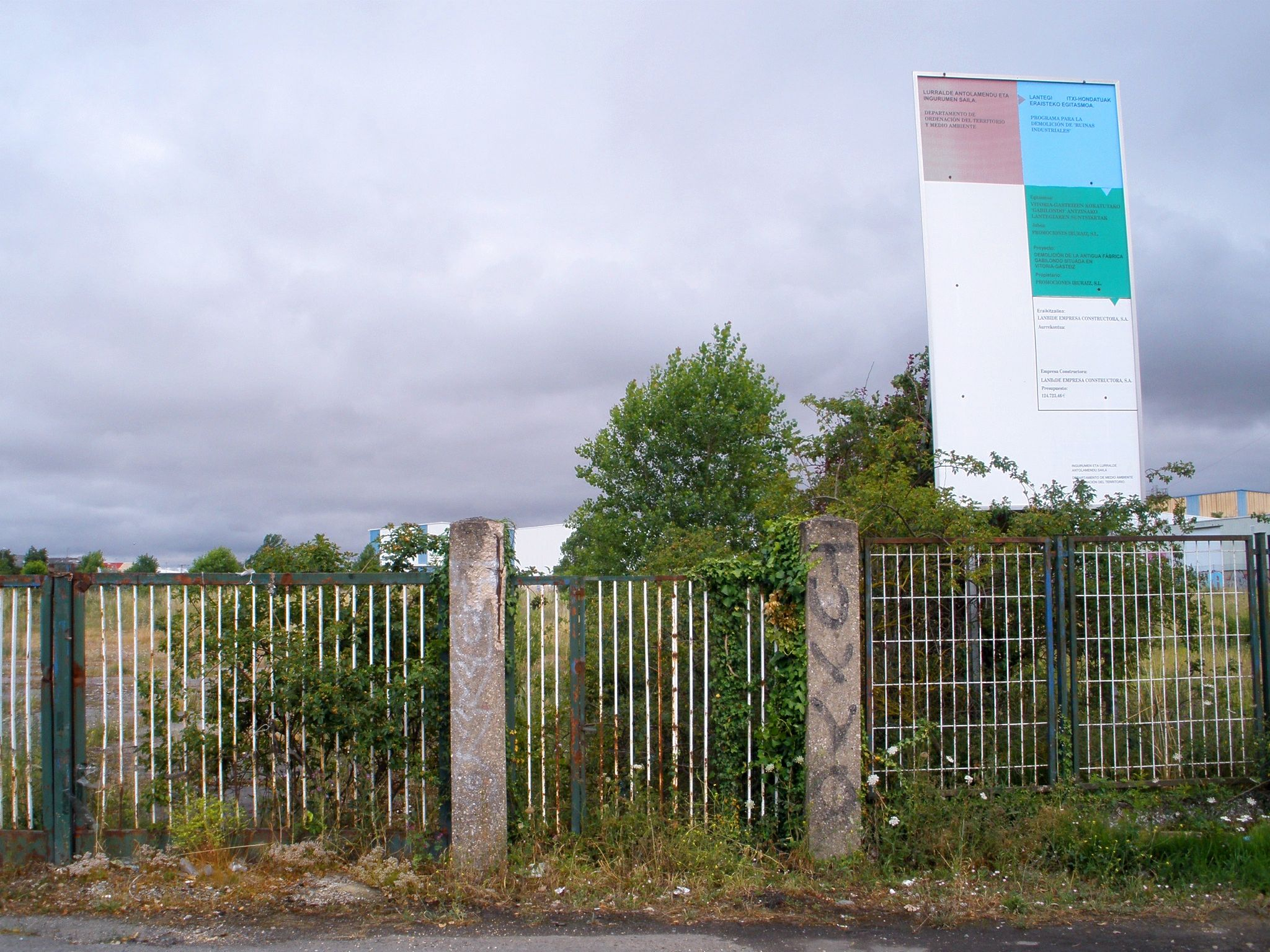
Solar de la antigua fábrica de Gabilondo en Vitoria, ya demolida (imagen de 2022)

Tras la Segunda Guerra Mundial traslada sus instalaciones a Vitoria. En los años 70 presenta la pistola modelo "Omni" al concurso de armas del ejército español y no llega a ganar el concurso de adjudicación. Seguidamente fabrica la pistola modelo "Llama M-82", basada en las Walther P38 y Beretta 92, y la presenta al concurso de armas del ejército de Estados Unidos. Pasa las pruebas pero no logra la adjudicación. Aun así esa pistola logra entrar en el ejército de español y en diferentes países suramericanos.
El 13 de junio de 1984 la pistola Llama Modelo 82 es declarada de "necesaria uniformidad" en el ejército español.
La década de los años 90 del siglo XX supuso el fin de las empresas españolas de armas. La entrada en la Unión Europea, la complicación del mercado de armas de Estados Unidos y las dificultades financiaras mundiales llevaron a una crisis del sector. Auspiciada por el Gobierno Vasco, se plantea una reordenación del sector del arma corta con la reunificación de las tres empresas vascas, Star, Astra y Llama. Llama queda enseguida fuera del plan al no llegar a acuerdos con el ejecutivo, bien con la disculpa de que había recibido fondos para facilitar su cierre, bien porque el control de la empresa estaba ligado al PSOE, partido en la oposición al Gobierno Vasco que lideraba el PNV.
El 27 de mayo de 1997 cierra la STAR, Bonifacio Echeverría S.A., Poco después, en 1998, acogiéndose al plan de reestructuración del arma corta que propone el Gobierno Vasco, los "restos" de STAR, manteniendo sus patentes, se unen con ASTRA fundando ASTAR (ASTAR = AStra + sTAR) y estableciendo sus instalaciones en Amorebieta. La nueva empresa no llegó al año de vida.
Llama, Gabilondo y Compañía S.A. cierra en 1999. Un grupo de trabajadores crean una empresa en régimen cooperativo denominada "Arma corta Fabrinor Microfusión y SAL" con la intención de seguir con la fabricación de pistolas Llama y realizar otros trabajos de microfusión. Fabrinor cerró en el año 2003.

## Marcas "Tauler" y "Múgica"
En la década de 1930 Gabilondo y Compañía fabricó armas destinadas a la exportación a América y Asia bajo las marcas "Tauler" y "Múgica".
Cristóbal Tauler Alos fue un famoso tirador y medallista olímpico que abrió una armería en Madrid y exportó armas. Tenía toda la gama de armas de Gabilondo y Compañía con su propia marca, a las cuales había incorporado algunas mejoras diseñadas por él mismo. Fue agente de los servicios secretos españoles y vendió sus armas a sus compañeros.
Esta marca solo se utilizó entre los años 1933 y 1936.

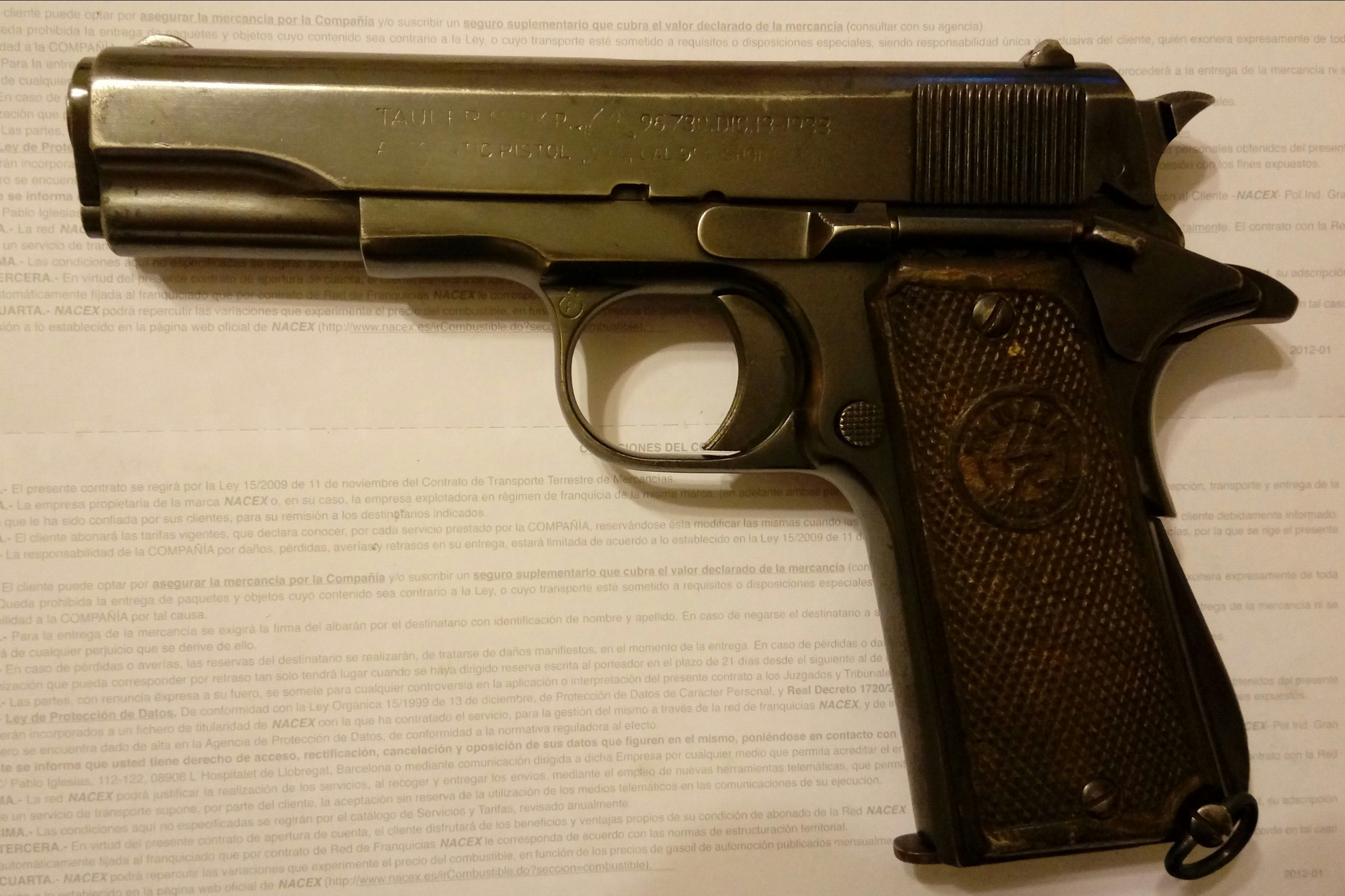
Pistola Llama III comercializada como Tauler Super Police.

Equivalencias entre los modelos Tauler y Llama
| Modelo Tauler | Equivalencia Llama | Descripción                                                   |
| ------------- | ------------------ | ------------------------------------------------------------- |
| I             | I                  | 7.65mm/.32 ACP pistola compacta sin agarre de seguridad.      |
| II            | II                 | 9mm corto/.380 ACP, pistola compacta sin agarre de seguridad. |
| III           | III                | 9mm corto/.380 ACP, pistola compacta sin agarre de seguridad. |
| IV            | IV                 | 9mm Largo pistola compacta sin agarre de seguridad.           |
| V             | VII                | .38 Super pistola compacta sin agarre de seguridad.           |
| P             | VIII               | 9mm Largo pistola compacta sin agarre de seguridad.           |

José Cruz Múgica era un armero eibarrés dedicado a la fabricación de escopetas. En la década de 1930 consiguió un contrato de exportación de pistolas con el Gobierno de Tailandia y después con China. Exportaba pistolas con la marca "Múgica" que fabricaba Gabilondo y Compañía. Las pistolas "Múgica" se realizaron entre 1931 y 1954, con algunas interrupciones debido a la guerra civil española y sus consecuencias.
Equivalencia entre los modelos "Múgica" y "Llama"
| Modelo Múgica | Equivalencia Llama | Descripción                                                     |
| ------------- | ------------------ | --------------------------------------------------------------- |
| 101-G         | X-A                | 7.65mm/.32 ACP pistola compacta con agarre de seguridad.        |
| 101           | X                  | 7.65mm/.32 ACP pistola compacta sin agarre de seguridad.        |
| 105-G         | III-A              | 9mm corto/.380 ACP pistola compacta con agarre de seguridad.    |
| 105           | III                | 9mm corto/.380 ACP pistola compacta sin agarre de seguridad.    |
| 110-G         | VIII               | 9mm largo large pistola compacta con agarre de seguridad.       |
| 110           | VII                | 9mm largo pistola compacta sin agarre de seguridad.             |
| 120           | XI "Especial"      | 9mm Parabellum pistola compacta sin agarre de seguridad.        |
| Mugica        | Perfect            | Ruby-type pistola en calibres 6.35mm/.25 ACP and 7.65mm/.32 ACP |

## Modelos más relevantes de Gabilondo

### Pistolas
- Radium: fabricada entre 1910 y 1915 es una pistola semiautomática con el martillo oculto y seguridad en el cuadro. Se realizó en calibre 6,5 mm.25 ACP y llevaba un cargador de seis cartuchos.
- Ruby: se fabricó entre 1914 y 1919. Pistola semiautomática de basada en la FN modelo 1903. Con martillo oculto y seguridad en la corredera. Se realizó en calibre 7,65 mm.32 ACP. El cargador tenía capacidad para 9 cartuchos.
- Bufalo: se fabricó entre los años 1919 y 1925. Fue una pistola semiautomática basada en la FN Modelo 1910. Con martillo interno y construida en calibres 7,65.32 ACP y 9 mm corto.380 ACP. Tenía cargadores de capacidad para siete, nueve y doce cartuchos.
- Danton: fabricada entre los años 1925 y 1933 fue una pistola semiautomática basada en la FN Modelo 1910, con martillo interno. Se hizo en calibres 6,35 mm.25ACP, 7,65 mm.32 ACP y 9 mm corto.380 ACP. Tenía cargadores de siete, nueve (con cañón de 85 mm) y doce (con cañón de 100 mm) cartuchos.
- Ruby Plus Ultra: fabricada entre los años 1925 y 1933, fue una pistola semiautomática de martillo oculto que se realizó en el calibre 7,65 mmm.32 ACP y tenía cargadores de 22 cartuchos en doble hilera. Algunas llevaron un cañón de 140 mm de longitud y selección de tiro entre automático y tiro a tiro.[7]
- Ruby Extra: fabricada entre 1955 y 1970. Basadas en los modelos S& M&P, fue muy popular en las Filipinas.
- Llama I o simplemente Llama: es una pistola semiautomática de tipo Blowback que se basó en el Colt 1911. Se comenzó a fabricar en 1933 y el final de la producción fue en 1936 (otras fuentes indican 1954). Se fabricó en calibre 7,65 mm .32 ACP con cargadores de 9 cartuchos.
- Llama II: similar a la Llama I pero de calibre 9 mm corto.380 ACP. Se fabricó entre 1933 y 1936.
- Llama III: este modelo de calibre 9 mm corto .380ACP se fabricó entre los años 1936 y 1954. Estaba basado en la pistola Colt 1911A1. El cargador tenía capacidad para 7 cartuchos.
- Llama III "Especial": modificación de la Llama III para adaptarla a la policía, de la que fue arma reglamentaria.
- Llama III-A: Esta pistola semiautomática se fabricó desde 1954 hasta 1997. El calibre fue el 9 mm corto .380 ACP con un cargador de 8 cartuchos. Fue uno de los modelos que más éxito tuvo. Se realizaron versiones de lujo que estaban damasquinadas y tenían las cachas de nácar.
- Llama IV: Se fabricó entre 1931 y 1954 en el calibre 9 mm largo con un cargador de 8 cartuchos. Basada en la Colt 1911A1. Sin pedal de seguridad.
- Llama V: fabricada entre 1936 y 1954 igual que la Llama IV pero en calibre .38 Super.
- Llama VI: Pistola muy similar a la Llama IV que se fabricó entre 1936 y 1954 en calibre 9 mm corto .380ACP. Estaba destinada al mercado interno español y latinoamericano.
- Llama VII: fabricada entre 1936 y 1954 en calibre 38 ACP, llamado también .38 Super. con cargador de 8 cartuchos. Tenía cachas de nogal y el cañón extendido. Estaba destinada al mercado interno español y latinoamericano.
- Llama VIII: esta pistola semiautomática fue fabricada desde 1955 hasta 1985. Basada, como los demás modelos Llama, en el Colt 1911A1. Se fabricó en calibre .38 super con un cargador de 8 cartuchos. El modelo extra tenía cachas de nogal y cañón extendido. En la década de 1980 se realizó la variación Llama VIII-C que tenía cachas de neopreno y una capacidad de cargador de 18 cartuchos.
- Llama IX: esta pistola semiautomática, basada también en la Colt 1911A1, se fabricó entre los años 1936 y 1954. Era de calibre .45 ACP y tenía un cargador con 7 cartuchos.
- Llama IX-A: fabricada entre los años 1955 y 1985 es similar a la Llama IX pero con el añadido de un agarre de seguridad. Este modelo se destinó al mercado norteamericano.
- Llama IX-B: esta pistola semiautomática, versión compacta de la Llama IX-A se fabricó entre los años 1955 y 1985.
- Llama IX-C: esta pistola semiautomática se fabricó entre los años 1994 y 1997 en diferentes calibres, .45 ACP, .40 S&W, .38 Super y 9 mm parabellum. Podía cargar hasta 13 cartuchos en un cargador de doble columna que posteriormente se redujo a 10 cartuchos. Está equipada con una seguridad "Swartz" que evitaba que el arma se disparara accidentalmente en una caída.
- Llama IX-D: igual que la pistola Llama IX-C, pero más pequeñas. Su calibre era de .45 ACP, con un cargador de 13 cartuchos y de 9 mm Parabellum con cargador de 15 cartuchos.
- Llama X-A: fabricada entre los años 1954 y 1997 fue una pistola semiautomática similar a la Llama III-A pero en calibre 7.65 .32 ACP.
- Llama XI Especial: esta pistola semiautomática, que se fabricó entre los años 1933 y 1954, estaba basada en la Colt 1911A1, pero con un diseño mucho más ergonómico. Se realizó en calibre 9 mm parabellum. Se exportó a Asia y fue un arma muy utilizada en la guerra civil española de 1936.
- Llama XI-A y Llama XI-B: se fabricó entre los años 1978 y 1995, aunque entre 1980 y 1985 se realizaron algunas modificaciones. Similar al modelo Llama XI realizada en calibre 9 mm parabellum y con cargador de 8 cartuchos. La Llama XI-B fue un modelo compacto. En 1984 se denominó Llama XI-A y en 1992 Llama XI-B. La llama-B se realizó en calibre .40 SW.
- Llama XV "Especial": fabricada entre los años 1954 y 1997 es la misma arma que la Llama III-A pero en calibre .22 LR.
- Llama XVI: fabricada entre los años 1954 y 1997 es idéntica a la Llama XV pero en acabado de lujo, con cachas de nácar y acabados en cromo, plata y oro. También damasquinada.
- Llama XVII: también conocida como "modelo de ejecutivo". Se fabricó desde 1963 hasta 1969. Fue realizada en calibre .22 RF y tenía un cargador con capacidad para 6 cartuchos. Es una de las pistolas más pequeñas que se han construido. La Ley de Control de Armas de 1968 de Estados Unidos perjudicó mucho su exportación.
- Llama XVIII: esta pistola semiautomática se fabricó desde el año 1963 hasta 1969. Fue una versión en miniatura de la Llama XV y se realizó en calibre 6,35 mm .25 ACP con un cargador de seis cartuchos. La Ley de Control de Armas de 1968 de Estados Unidos perjudicó mucho su exportación.
- Llama XIX: pistola semiautomática con armazón de aluminio y un peso de 141 gramos. Se fabricó entre los años 1954 y 1997 en calibre 9 mm corto .380 ACP. Mecánicamente asimilar a la Llama III-A.

- Omni I : se fabricó entre los años 1980 y 1986. Su diseño estaba basado en la Browning de 1935. Se hizo en calibre 45 ACP con un cargador de siete cartuchos.
- Omni II : similar a la Omni I pero en calibre 9 mm Parabelum. El cargador tenía capacidad para 9 cartuchos.
- Omni III: similar a la Omni II pero con un cargador de 13 cartuchos dispuestos en dos hileras.
- Llama M-82: pistola semiautomática fabricada entre los años 1986 y 1997 basada en la Beretta 92. Se fabricó en calibre 9 mm Parabelum y tenía un cargador con capacidad para 15 cartuchos en doble hilera. Incorporaba modernos elementos de seguridad. Era muy eficaz con la munición específica de la OTAN. Fue adoptada por el ejército español en 1984.
- Llama M-87: Esta pistola semiautomática se fabricó entre los años 1986 y 1997. Su calibre era de 9 mm Parabelum y tenía un cargador con capacidad para 15 cartuchos dispuestos en doble hilera. Incorporó muchas novedades respecto a la ergonomía y la seguridad, como la palanca de seguridad para ambidiestros, la liberación del cargador reversible. Esta pistola se basaba en el modelo Llama M-82 pero incorporaba ventajas como el cañón extendido, compensador de peso, etc., tenía un acabado de en dos tonos (en cromo y azul). Su precio era alto pero aun así fue muy bien acogida en el mercado con muy buenos niveles de ventas.
- Llama MAX-1: también llamada MAX-I, fue producida entre los años 1995 y 2005. Estaba basada en el Colt 1911-A1 y se realizó en calibres .45 ACP, con un cargador de 7 cartuchos; .40 S&W, con un cargador de 8 cartuchos y en 9 mm Parabellum, con un cargador de 9 cartuchos. Tenía un cañón de 5⅛ pulgadas y un muelle recuperador un poco pequeño. Su acabado era en azul y cromo satinado.
- Llama MAX-1-L/F: era una réplica de la Colt 1911 en calibre .45 ACP. Se fabricó en 1995.
- Llama MAX-I C/F o MAX-I Compact: se fabricó desde 1995 en adelante. Estaba basada, como la mayoría de los modelos de Llama, en el Colt 1911-A1. Se fabricó en calibres .45 ACP, con cargador de 7 cartuchos; 40 S&W, con cargador de 8 cartuchos y en 9 mm Parabelum con cargador de 9 cartuchos. Tenía un muelle recuperador corto y un cañón de 4.25 pulgadas, lo que la hacía más corta y ligera que la MAX-I. Su acabado era en azul y cromo satinado.
- Llama MAX-2 o Llama MAX-2-L/F: esta pistola semiautomática se fabricó a partir de 1995. Estaba basada en la Colt 1911 y se hizo en calibre .38 ACP super con un cargador de doble columna que tenía una capacidad de 18 cartuchos. También se fabricó en calibre .45 ACP con cargadores de 10 cartuchos y cañón de 4¼ pulgadas. Se realizó una serie limitada para la Confederación Internacional de Tiro Práctico, IPSC.
- Llama Mini-Max: esta pistola semiautomática se fabricó entre los años 1995 y 2005. Basada en la Colt 1911-A1 se hizo en calibres, 9mm Parabellum y .38 ACP super con cargadores de 8 cartuchos de capacidad; .40 S&W, con cargadores de 7 cartuchos y .45 ACP, con cargadores de 6 cartuchos. El cañón era de 3,7 pulgadas e incorporaba palanca de extensión de seguridad, martillo redondeado y seguridad Swartz. Tenía cachas de neopreno y acabados en cromo mate azul, satén, en dos tonos y acero inoxidable.
- Llama Mini-Max II: fabricada desde 1997 hasta 2005 era una versión en miniatura la MAX. Se fabricó en calibres 9mm Parabellum, .40 S&W y .45 ACP, siempre con una capacidad de cargador de 10 cartuchos. El cañón era de 3,7 pulgadas y tenía efectivos sistemas de seguridad. El acabado era con cachas de neopreno. Se hicieron algunas versiones para el mercado internacional con capacidad de cargador de 12 cartuchos.
- Llama Micro-Max: esta pistola semiautomática que se fabricó desde 1997 hasta 2005 era una versión más pequeña de la MAX. Se hizo en calibre 9 mm corto / .380 ACP, con cargador de 7 cartuchos de capacidad y en 7,6 5mm / .32 ACP con cargador de 8 cartuchos de capacidad. Incorporaba innovaciones de seguridad y se fabricó para sustituir al modelo Llama III-A. Se realizó normalmente en acabado en pavonado negro aunque también se puede encontrar en cromo.

### Revólveres
La producción de revólveres por parte de Gabilondo tuvo dos periodos diferenciados, desde el principio de la fundación de la empresa en 1904 hasta 1914 fabricaron algunos modelos de estilo Velo-Dog y Nagant. Fabricaron entre 1950 y 1970 del tipo Ruby que estaba basado en el modelo 10 de Smith & Wesson y se hicieron populares en Filipinas y América del Sur. Después, desde 1969 hasta 1978 realizaron unas buenas armas basadas en modelos militares y para la policía de Smith and Wesson las cuales incorporaban un resorte en espiral.
- Revólver Modelos XII, este revólver se fabricó en calibre .38 ACP Special y tenía un cañón de 5 pulgadas de longitud.
- Revólver Modelos XIII, este revólver se fabricó en calibre .38 ACP Special. Se realizó con cañón de 4 y de 6 pulgadas de longitud. Incorpora por primera vez en un revólver el perno de seguridad excéntrico.
- Revólver Modelos XIV, este revólver se fabricó en calibre .32 ACP y 22 LR. Se realizó con cañón de 2, 4 y de 6 pulgadas de longitud.
- Revólver Modelos 22, este revólver se fabricó en calibre .38 ACP Special en acero de doble acción. Miras y cachas ajustables y se realizó una versión de lujo llamada "Olímpico".
- Revólver Modelos 26, este revólver se fabricó en calibre 22 LR con marco en acero de doble acción.
- Revólver Modelos 27, este revólver se fabricó en calibre 32 ACP.
- Revólver Modelos 28, este revólver se fabricó en calibre 22 LR con carcasa de aluminio.
- Revólver Modelos 29, este revólver se fabricó en calibre 22 LR con miras y cachas ajustables. Se hizo una versión de lujo denominada "Olímpico".
- Revólver Modelos 30, este revólver se fabricó en calibre 22 Magnum.
- Revólver Modelos 32, este revólver se fabricó en calibre 32 ACP con miras y cachas ajustables. Se hizo una versión de lujo denominada "Olímpico".
- Revólver Scorpio, este revólver se realizó en calibre 22 LR.
- Revólver Picolo, este revólver se realizó en calibre 32 S&W.
- Revólver Comanche, serie de revólveres fabricados en 1975 a 1997 basados en modelos Smith & Wesson en diferentes tamaños con calibres 357 Magnum, 44 Magnum, 22 LR y .38 Special. Fueron armas de muy buena calidad y se presentaron como bandera de la empresa. Aun así no fueron muy bien aceptadas en el mercado estadounidense.
- Comanche: realizado en calibre .357 magnum con capacidad para 6 cartuchos. En 1979 se le denominó "comanche III".
- Comanche I: realizado en calibre .22 LR con cañón de 6 pulgadas, lateral ventilado y mira trasera ajustable. Disponible en acabado cromado y grabado.[8]

- Comanche II: similar al Comanche I pero en calibre .38 special con cañón de longitudes de 4 o 6 pulgadas. Disponible en acabado cromado y grabado.[8]
- Comanche III: idéntico al Comanche. Realizado en calibre .357 y longitudes de cañón de 4 o 6 pulgadas. Disponible en acabado cromado y grabado.[9]

- Comanche IV/.44 Magnum Super Comanche: realizado en calibre 44 magnum cañón de 6 u 8,5 pulgadas de longitud. Con lateral ventilado,  gatillo extra ancho , mira trasera ajustable y cachas en nogal blanco. Acabado en pavón negro. Se dejó de fabricar en 1994.[9]
- Comanche V/ .357 Magnum Super Comanche: realizado en calibre .357 magnum con cañón de 4, 6, or 8.5 pulgadas de longitud, lateral ventilado, mira trasera ajustable, gatillo extra ancho, con canchas cachas de nogal blanco y acabado en pavón negro. Se dejó de fabricar en 1994.[9]
- Revólver Martial, serie de revólveres fabricados entre los años 1969 a 2005 basados en modelos Smith & Wesson. El Martial Especial 38 en calibre .38 Special y con cañón de longitud de 2, 4 y 6 pulgadas con un peso de 964 gramos. Tenía ventilación lateral, miras traseras ajustables y, desde 1982, incorpora el desplazamiento vertical del percutor que impide que este choque contra el cartucho a no ser que sea activado por el gatillo. En la segunda mitad de la década de los 80 se realizó una versión que incorporaba una bocacha lanza pelotas y botes de humo destinada a las fuerzas antidisturbios.